# Розмахування прапором
Розмахування прапором – це помилковий аргумент або техніка пропаганди, що використовується для виправдання дії на основі неправомірного зв’язку з націоналізмом, чи патріотизмом, чи користю для ідеї, групи чи країни. Це варіант argumentum ad populum. Ця помилка апелює до емоцій замість логіки аудиторії, прагне маніпулювати ними, щоб виграти суперечку. Усі помилки ad populum засновані на припущенні, що одержувачі вже мають певні переконання та упередження щодо цього питання.
Якщо махання прапором ґрунтується на зв’язку з якимось символом патріотизму чи націоналізму, це є формою звернення до хвилюючих символів, які можуть бути засновані на неналежному зв’язку не лише з націоналізмом, але й з деякими релігійними чи культурними символами, наприклад , політик, який виступає на телебаченні з дітьми, фермерами, учителями, разом із «простою» людиною тощо.
Розмахування прапором є тривіальним проявом підтримки чи лояльності до нації або політичної партії.